# Кізюк Корнило
Корнило (Корнель) Кізюк (нар. 24 вересня 1892, с. Трибухівці, нині Бучацький район, Тернопільщина — 25 квітня 1969, Честер, США) — український військовик, вчений, громадський діяч. Член «Українського технічного товариства» (Львів), «Товариства українських інженерів Америки».

## Життєис
Народився 24 вересня 1892 року в с. Трибухівці, нині Бучацький район, Тернопільщина, Україна.
Початкову школу закінчив у рідному селі, гімназію — в Бучачі. Під час навчання був провідним членом таємного драгоманівського гуртка учнів гімназії у 1909–1913 роках (разом із Михайлом Гузаром); головою був Іван Балюк.
Після складання іспиту зрілости вступив до військової старшинської школи, в 95-му полку піхоти пройшов додатковий технічний вишкіл у школі саперів. Під час І-ї світової війни — командант сотні, потім куреня саперів армії Австро-Угорщини.
Сотник УГА. За поданням командира Чортківської військової округи ЗУНР Василя Оробка Державний секретаріят Військових справ призначив К. Кізюка організатором саперного вишколу УГА в Чорткові; за 4 місяці було вишколено 400 саперів. Влітку 1919 р. як командант Технічної сотні УГА 14-ї бригади (Чортківської Станіславської) відступив за р. Збруч. При ліквідації УГА навесні 1920 року організував відділ з 1200 саперів, перейшов з ним до частин отамана Юрія Тютюнника. Брав участь у рейдах Україною.
Виїхав до Данцига, де вивчав хімію у Вищій технічній школі. Керував старшинським вишколом УВО. У 1929 р. отримав диплом інженера, повернувся до Галичини, одружився з донькою Теребовлянського декана УГКЦ о. Мохнацького, виїхав до м. Королівська Гута (Польща), працював інженером-хіміком у ньому.
Співправцював з редакцією журналу «Технічні вісті» (Львів), дописував до польських та німецьких журналів. Перед II-ю світовою війною був звільнений з роботи (бо українець), переїхав до Галичини, працював на будівництві вапнярки у Миколаєві. Після початку II-ї світової повернувся до Гути Бісмарк.
На еміграції у м. Берхтесгаден (Німеччина). 1949 р. виїхав до США, оселився у Честері (Пенсільванія). Працював інженером-хіміком у сталеливарні «Фінікс». Діяльний в «Об'єднанні колишніх вояків-українців США», «Самопомочі», «Українському конґресовому комітеті Америки» та інших.